# Tambourissa peltata
Tambourissa peltata är en tvåhjärtbladig växtart som beskrevs av John Gilbert Baker. Tambourissa peltata ingår i släktet Tambourissa och familjen Monimiaceae. Inga underarter finns listade i Catalogue of Life.